# یاماساکی، هیوگو
یاماساکی، هیوگو (انگلیسی: Yamasaki, Hyōgo) یک فهرست در ناحیه شیسو، هیوگو در استان هیوگو بود.
یاماساکی حدود ۴۵ دقیقه با ماشین تا نزدیکترین شهر، هیمه‌جی، هیوگو، که در شرق است، فاصله داشت.